# Hibiscadelphus woodii
Hibiscadelphus woodii — вид квіткових рослин родини мальвових (Malvaceae).

## Поширення
Ендемік Гаваїв. Поширений лише на острові Кауаї. Рослина була виявлена у 1991 році і описана як новий вид у 1995 році. З цього часу було знайдено лише чотири зразки; троє з них загинули між 1995 та 1998 роками, а останній був знайдений мертвим у 2011 році. У 2016 році за оцінками Міжнародного союзу охорони природи вид став вважатися вимерлим. У 2019 році за допомогою безпілотників було знайдено три живих зразки виду. Тому охоронний статус виду повинен бути змінений на «на межі зникнення».

## Опис
Невелике дерево заввишки 2,5-5 м.